# Frederick Eustace Barker
Pour les articles homonymes, voir Barker.
Frederick Eustace Barker  (Sheffield, Nouveau-Brunswick, 1838 - 1915) est un avocat et un homme politique canadien du Nouveau-Brunswick.

## Biographie
Frederick Eustace Barker naît le 27 décembre 1838 à Sheffield, au Nouveau-Brunswick. Conservateur, il est élu député fédéral de la circonscription de la Cité de Saint-Jean le 24 novembre 1885 lors d'une élection partielle due à la démission du député en fonction, Samuel Leonard Tilley. Il perd ensuite son siège en 1887 face à John Valentine Ellis. Il devient juge en chef de la Cour d'appel du Nouveau-Brunswick de 1908 à 1913 et est mort le 15 décembre 1915.